# Uganda en los Juegos Olímpicos de Los Ángeles 1984
Uganda estuvo representada en los Juegos Olímpicos de Los Ángeles 1984 por un total de 26 deportistas que compitieron en 5 deportes.
La portadora de la bandera en la ceremonia de apertura fue la atleta Ruth Kyalisima. El equipo olímpico ugandés no obtuvo ninguna medalla en estos Juegos.